# Herjulf Bårdsson
Herjulf Bårdsson (nòrdic antic: Herjólfr Bárðarson) va ser un dels primers colons vikings en la història de Groenlàndia. Herjulf procedia de Drepstokki, Islàndia; era fill de Bárður Herjólfsson i va casar amb Þorgerður. El seu fill Bjarni Herjólfsson va ser el primer escandinau a albirar les costes del continent americà en 986.
Herjólfr era un dels homes de Erik el Roig, qui va marxar d'Islàndia amb 25 naus en 985 para colonizar Groenlàndia. Només van arribar 14 naus segons la sagues. Herjulf i el seu pare Bárður van fundar un assentament i van emplaçar la seva hisenda a Herjolfsnes, que porta el seu nom.
Landnámabók (llibre dels assentaments) esmenta que la seva família va ocupar Herjólfsfjörð (avui Amitsuarssuk), en la península de Herjolfsnes, al sud de Brattahlíð (actualment Ikigait, al sud de Nanortalik).